# Huis clos (film, 1937)
Pour les articles homonymes, voir Unter Ausschluß der Öffentlichkeit et Huis clos.
Huis clos (Unter Ausschluß der Öffentlichkeit) est un film allemand réalisé par Paul Wegener, sorti en 1937.

## Synopsis
Une femme du monde, Brigitte Sparrenberg, mariée à un banquier, a été autrefois la maîtresse du baron Gaffris, homme peu scrupuleux. Le hasard la remet en présence de Gaffris, qui tente à nouveau de la séduire. Brigitte l'éconduit vivement, mais Gaffris, furieux, la menace de chantage. Ina, la fille de Brigitte, a découvert l'affaire et décide d'aller parler au baron pour défendre sa mère. Peu après, Gaffris est retrouvé mort. Brigitte déclare avoir poignardé Gaffris. Au tribunal, Ina finit par révéler la vérité : en repoussant les avances du baron, elle l'a involontairement blessé avec un poignard dont la lame était empoisonnée. La fille et la mère, innocentées, retrouvent le banquier Sparrenberg, père et mari bienveillant.

## Fiche technique
- Titre : Huis clos
- Titre original : Unter Ausschluß der Öffentlichkeit
- Réalisation : Paul Wegener
- Scénario : Helmut Brandis et Otto Linnekogel
- Photographie : Karl Hasselmann
- Musique : Hans Carste (de)
- Montage : Fritz C. Mauch
- Décors : Otto Moldenhauer (de) et Paul Markwitz
- Production : Franz Vogel (de)
- Société de production : Euphono-Film
- Pays d'origine :  Reich allemand
- Format : Noir et blanc - 1,37:1 - 35 mm
- Genre : Film dramatique
- Durée : 96 minutes
- Date de sortie :
  -  Reich allemand : 5 août 1937
  -  France : 2 juillet 1943

## Distribution
- Olga Tchekhova : Brigitte Sparrenberg
- Iván Petrovich : Baron Gaffris
- Sabine Peters : Ina Sparrenberg
- Alfred Abel : le banquier Sparrenberg
- Berthold Ebbecke : Dr Hans Reger
- Erich Ziegel : Conseiller Reger
- Ursula Herking : Karla
- Albert Florath : M. Hillberg
- Olga Limburg (de) : Mme Hillberg
- Erik Ode : Wölfchen Hillberg
- Arthur Schröder (de) : Comte Velthusen
- Auguste Prasch-Grevenberg : Comtesse Velthusen
- Eduard von Winterstein : Le président de la Cour
- Margit Symo : La danseuse
- Erwin Biegel (de)
- Curt Lucas : Le procureur
- Eva Wegener : Liesbeth
- Berta Gunderloh : Berta
- Marta Linz : La violoniste

## Autour du film
Huis clos sort au cinéma à Paris le 2 juillet 1943, et, le 27 mai 1944, Jean-Paul Sartre crée Huis clos au théâtre du Vieux-Colombier[réf. nécessaire].